# Флаг Улан-Удэ
Флаг городского округа «город Улан-Удэ́» Республики Бурятия Российской Федерации — опознавательно-правовой знак, служащий официальным символом муниципального образования.
Ныне действующий флаг утверждён решением Улан-Удэнского городского Совета депутатов от 20 октября 2005 года № 261-32 и внесён в Государственный геральдический регистр Российской Федерации с присвоением регистрационного номера 2023. Положение «О флаге города Улан-Удэ», утверждённое этим решением, вступило в силу со дня регистрации флага в Государственном геральдическом регистре Российской Федерации, но не ранее 1 января 2006 года.

## Описание
«Прямоугольное полотнище с отношением высоты к длине 2:3, состоящее из двух вертикальных полос — синего (у древка шириной в 2/9 длины полотнища) и жёлтого цветов; вверху синей полосы — жёлтый круг, сопровождённый внизу положенным в пояс жёлтым полумесяцем, вверху — жёлтым пламенем о трёх языках; в центре жёлтой полосы — фигуры из герба города Улан-Удэ — перекрещённые наискось зелёный опрокинутый рог изобилия с исходящими из него зелёными листьями и красными плодами, отворённый от древка, и поверх него — чёрный Меркуриев жезл».

## Символика
Золотое «соёмбо» является традиционным бурятским символом вечной жизни и знаком, демонстрирующим республиканскую принадлежность города Улан-Удэ.
Скрещённые рог изобилия и Меркуриев жезл перенесены на флаг города Улан-Удэ из старинного герба города, в который они были помещены императрицей Екатериной II в XVII веке в память о выдающемся значении Верхнеудинска (Улан-Удэ) как крупнейшего центра торговли и заключения торговых сделок в Забайкалье в XVII—XVIII веках, когда город служил настоящей торговой и деловой столицей, в которой пересекались торговые пути, связывающие Европейскую Россию (и через неё Западную Европу), Восточную Сибирь, Дальний Восток, Среднюю Азию, Китай и Монголию.

## История
Первый флаг Улан-Удэ был утверждён решением Улан-Удэнского городского Совета депутатов от 27 мая 2004 года № 50-8 в соответствии с решением жюри открытого конкурса на эскизное решение флага города Улан-Удэ от 16 марта 2004 года, объявленного решением Улан-Удэнского городского Совета депутатов от 5 декабря 2003 года № 458-51.
В соответствии с рекомендациями и предложениями Геральдического совета при Президенте Российской Федерации, решением Улан-Удэнского городского Совета депутатов от 20 октября 2005 года № 261-32, решение от 27 мая 2004 года № 50-8 было признано утратившим силу и был утверждён ныне действующий флаг города Улан-Удэ.

### Описание и символика
Флаг города Улан-Удэ состоит из трёх вертикальных полос лазоревого, белого и жёлтого цветов, соответствующего цветам государственного флага Республики Бурятия и обозначающих тем самым статус города Улан-Удэ в качестве столицы республики.
В геральдике цвета флага олицетворяют:
— лазурь — красоту, величие;
— белый (серебро) — чистоту, добро и независимость;
— жёлтый (золото) — богатство, справедливость.
В центре лазоревого фона золотой (жёлтый) с белой окантовкой «Меркуриев жезл и рог изобилия» — основные элементы герба города Улан-Удэ и его исторического предшественника — города Верхнеудинска, символизирующие тем самым связь традиций и современности, единение эпох, культур и народов.
Соотношение ширины вертикальных цветных полос флага — 2:1:1 в соответствии с соотношением горизонтальных цветных полос флага Республики Бурятия.
Пропорции флага города Улан-Удэ равны пропорциям флага Республики Бурятия.